# Mazda Atenza
O Atenza é um modelo de porte médio da Mazda. A Mazda, ao criar a sua linha zoom-zoom desenvolveu o Mazda 6 que é um carro familiar, disponível em duas versões, Sedan e Wagon. O Sedan é um carro com 4 portas e Wagon é uma carrinha com 5 portas. Este estilo corporal não está associado a uma elevada distância ao solo, mas o Mazda 6 está entre os sedans com a maior distância ao solo.
O Mazda 6 lançou a sua 2ª geração em 2007 que prolongou-se até a 3ª geração que foi lançada em 2013.
Design impressionante, multimédia de fácil utilização, e a suite de segurança i-Activesense contribuíram para ganhar o IIHS Top Safety Pick + em 2021.
A Mazda criou também um modelo mais potente com 260 cavalos.

## Galeria
- Primeira geração (2002-08)
- Segunda geração (2007-12)
- Terceira geração (2012-presente)